# Mário Bicák
Mário Bicák (Eperjes, 1979. október 21. –) szlovák válogatott labdarúgó.

## Mérkőzései a szlovák válogatottban
| #  | Dátum              | Ellenfél                | Eredmény | Kiírás              | Esemény |
| -- | ------------------ | ----------------------- | -------- | ------------------- | ------- |
| 1. | 2006. március 1.   | Franciaország           | 2 – 1    | barátságos mérkőzés | 69'     |
| 2. | 2006. május 20.    | Belgium                 | 1 – 1    | barátságos mérkőzés | 20'     |
| 3. | 2006. december 10. | Egyesült Arab Emírségek | 2 – 1    | barátságos mérkőzés | 83'     |